# Eternity (álbum de Anathema)
Eternity es el tercer álbum de estudio de la banda británica Anathema. Fue lanzado el 11 de noviembre de 1996 por Peaceville Records, grabado en The Windings en tres semanas en el otoño de 1996, y producido por Tony Platt. Este corresponde al último álbum de la banda en la tendencia del death/doom metal, ya que comienza a evidenciarse un desarrollo más experimental, con influencias de Pink Floyd y Peter Gabriel. La mayoría de las canciones abandonan los guturales improvisados de Vincent Cavanagh en pos de un desarrollado estilo vocal limpio, al mismo tiempo que las guitarras limpias se apoderan de todas los temas, sin dejar las guitarras pesadas de lado.

## Lista de temas
1. "Sentient" – 3:00
2. "Angelica" – 5:50
3. "The Beloved" – 4:44
4. "Eternity, Pt.1" – 5:35
5. "Eternity, Pt.2" – 3:11
6. "Hope" – 5:55
7. "Suicide Veil" – 5:10
8. "Radiance" – 5:52
9. "Eternity, Pt.3" – 4:43
10. "Cries on the Wind" – 5:01
11. "Ascension" – 3:20

Temas extras de la reedición de 2003:
1. "Far Away" - 5:23
2. "Eternity, Pt.3" - 5:08
3. "Angelica (live)" - 6:52

Tanto las canciones "Sentient" y "Angelica", como "Eternity, Pt. 1", "Eternity, Pt. 2" y "Hope" están continuadas entre sí, como si fueran una sola canción.

## Créditos
- Vincent Cavanagh — voces, guitarra
- Duncan Patterson — bajo
- Daniel Cavanagh — guitarra, teclados
- John Douglas — batería

### Invitados
- Michelle Richfield — voz femenina
- Roy Harper — voz hablada en "Hope"
- Les Smith — arreglos de "Sentient"

- Datos: Q1371079